# Dacian Cioloș
Dacian Cioloș (/dat͡ʃiˈan ˈt͡ʃjoloʃ/), né le 27 juillet 1969 à Zalău, est un agro-économiste et homme d'État roumain, Premier ministre entre novembre 2015 et janvier 2017.
En parallèle d'un long parcours universitaire en Roumanie et en France, il travaille auprès des autorités locales, nationales et européennes en Roumanie sur des projets liés au développement rural. En 2007, le Premier ministre libéral Călin Popescu-Tăriceanu le nomme ministre de l'Agriculture et du Développement rural, fonction qu'il conserve pendant un an.
Il fait partie de la Commission européenne de 2010 à 2014, étant commissaire à l'Agriculture et au Développement rural.
Le 17 novembre 2015, il devient Premier ministre, à la tête d'un gouvernement technocratique, en remplacement de Victor Ponta. Il quitte ses fonctions le 4 janvier 2017, après la victoire du Parti social-démocrate aux élections législatives.
Il est élu député européen en 2019 sur la liste de la coalition entre son Parti de la liberté, de l'unité et de la solidarité (PLUS) et l'Union sauvez la Roumanie (USR). Il devient ensuite président du groupe Renew Europe. En octobre 2021, il prend la présidence d'USR, qui a absorbé le PLUS, et se voit de nouveau proposé comme Premier ministre mais le Parlement rejette son gouvernement proposé.

## Études et famille
Dacian-Iulian Cioloș est un transylvain qui commence des études d'agronomie au lycée agricole de Șimleu Silvaniei. Il les poursuit, de 1989 à 1994, à la faculté d'horticulture de l'université des sciences agricoles et de médecine vétérinaire de Cluj, où il obtient son diplôme d'ingénieur horticulteur.
Cioloș est de tradition orthodoxe. Il parle, en plus du roumain, français et anglais, ce qui lui permet d'étudier ensuite à l'École nationale supérieure agronomique de Rennes en France, en tant que boursier du gouvernement français entre 1995 et 1996. En 1996, Cioloș commence un DEA, suivi d'un doctorat en économie du développement agricole de 2000 à 2005, à l'École nationale supérieure agronomique de Montpellier,.
Il est marié à une Française, Valérie Villemin, rencontrée pendant ses études en France. En 2015 le couple n'avait pas d'enfants.

## Carrière professionnelle
Au cours de 13 mois de stage, entre 1991 et 1996, il se spécialise dans l'agriculture écologique.
De 1997 à 1999, Dacian Cioloș travaille en tant que stagiaire auprès de la Commission européenne, en préparant le programme européen d'aide agricole SAPARD. Entre mars 1998 et octobre 1999, il occupe le poste de directeur du Programme de développement rural du județ d'Argeș.
Il travaille ensuite en tant que coordonnateur des programmes de coopération franco-roumaine dans le cadre du Centre international de coopération pour le développement agricole (CICDA) entre 1999 et 2001.
De janvier 2002 à janvier 2003, il est délégué de la Commission européenne en Roumanie en tant que gestionnaire de tâches en agriculture et développement rural. En janvier 2005, Cioloș rejoint le ministère de l'Agriculture, d'abord en tant que conseiller du ministre, ensuite en tant que représentant du gouvernement roumain auprès du Conseil de l'Europe jusqu'en 2007.

## Entrée en politique
Le 11 octobre 2007, à 38 ans, Dacian Cioloș est nommé ministre de l'Agriculture et du Développement rural dans le gouvernement minoritaire de centre droit du Premier ministre libéral Călin Popescu-Tăriceanu. Il quitte ses fonctions après la fin de la législature, le 22 décembre 2008.
Environ quinze mois plus tard, le 9 février 2010, il est investi par le Parlement européen au poste de commissaire européen à l'Agriculture et au Développement rural dans la deuxième commission José Manuel Durão Barroso. Bien que n'étant affilié à aucun parti politique, Dacian Cioloș est soutenu par le Parti démocrate-libéral, parti de centre droit au pouvoir à l'époque. Il assure cette fonction jusqu'au 1er novembre 2014, date à laquelle il est remplacé par l'Irlandais Phil Hogan, nommé dans la commission Juncker. En juillet 2015, il devient conseiller pour la sécurité alimentaire de Jean-Claude Juncker, président de la Commission européenne.

## Premier ministre

### Technocrate d'initiative présidentielle
Le 10 novembre 2015, il est désigné par le président Klaus Iohannis pour occuper le poste de Premier ministre. Pour justifier cette nomination, le chef de l'État déclare : « Nous avons besoin d'un Premier ministre indépendant, ou technocrate comme on dit, d’une personne intègre, qui n’a pas été impliquée dans des scandales et qui a démontré être capable de gérer des situations compliquées. ». Il annonce la composition de son gouvernement, constitué uniquement d'indépendants, le 15 novembre.

### Large majorité au Parlement
Le jour même, le Parti social-démocrate annonce qu'il votera l'investiture du cabinet, rejoignant le Parti national libéral (PNL), l'Union nationale pour le progrès de la Roumanie (UNPR), l'Union démocrate magyare de Roumanie (UDMR), et les députés représentant les minorités nationales, ce qui assure à Cioloș une écrasante majorité parlementaire. Seuls s'y opposent l'Alliance des libéraux et des démocrates (ALDE) du président du Sénat Călin Popescu-Tăriceanu et le Mouvement populaire (MP) de l'ancien président Traian Băsescu,.
Le matin du 17 novembre, il décide de remplacer la ministre de la Justice, Cristina Guseth, dont la candidature a été approuvée par les commissions parlementaires mais dont les auditions ont révélé les faiblesses ; il envisage de proposer Mihai Selegean, ancien directeur de l'Institut national de la magistrature, mais désigne finalement Raluca Prună, fonctionnaire de la Commission européenne. L'après-midi, il remporte le vote de confiance par 389 voix pour, 115 contre et 2 votes annulés. Le soir au palais Cotroceni, il prête serment avec l'ensemble de ses ministres, devant le chef de l'État, les présidents des chambres parlementaires, le président de la Cour constitutionnelle, le Premier ministre par intérim sortant Sorin Cîmpeanu et les conseillers présidentiels.

### Changements fréquents
Le 14 avril 2016, Dacian Cioloș accepte la démission de sa ministre du Travail Claudia Costea, à la suite d'un désaccord au sein du gouvernement sur la réforme des traitements dans le secteur public. Elle est remplacée quatre jours plus tard par son conseiller économique, Dragoș Pîslaru. Une semaine après seulement, le 25 avril, le Premier ministre demande à sa ministre des Fonds européens Aura Răducu de se retirer, se disant insatisfait de ses résultats à court terme. C'est son conseiller aux affaires européennes, Cristian Ghinea, qui prend sa succession deux jours après.
Dès le lendemain, le 28 avril, le chef de l'exécutif reçoit la démission du ministre de la Culture Vlad Alexandrescu, qui justifie son départ par les conflits engendrés depuis trois semaines par son projet de réforme de l'Opéra national de Bucarest et ce alors qu'il est l'un des ministres les plus appréciés du gouvernement, notamment pour avoir mis un frein définitif à un projet controversé de mine d'or sur un site archéologique de grande valeur. Corina Șuteu, secrétaire d'État du ministère et ancienne directrice de l'Institut culturel roumain à New York, prend sa suite le 3 mai. Le Premier ministre indique six jours plus tard que le ministre de la Santé Patriciu Achimaș-Cadariu (ro) a quitté ses fonctions après que la presse a révélé que plusieurs hôpitaux publics ont cherché à tout prix à acquérir des désinfectants à moindre coût, achetant des produits inefficaces et mettant en danger la santé des patients ; en accord avec le président Iohannis, Dacian Cioloș prend lui-même la direction provisoire du ministère. Vlad Voiculescu (ro), vice-président d'une organisation européenne de malades du cancer, devient ministre de la Santé 11 jours plus tard.
Il annonce le 5 juillet son intention de procéder à un remaniement ministériel touchant quatre postes : le ministre de l'Éducation Adrian Curaj (en) cède sa place à Mircea Dumitru (ro), le ministre démissionnaire des Transports est remplacé par Sorin Bușe, le ministre des Communications Marius Bostan voit ses fonctions confiées à Dragoș Tudorache, chef de la chancellerie du chef du gouvernement, et le ministre délégué aux Expatriés Dan Stoenescu est relevé de ses fonctions au profit de Maria Ligor (la). Delia Popescu devient ministre des Communications le 10 août, mettant fin à cinq semaines d'intérim.
Le ministre des Affaires intérieures Petre Tobă démissionne à son tour le 1er septembre 2016, après que la Direction nationale anticorruption (DNA) a demandé au chef de l'État l'autorisation d'ouvrir une investigation à son encontre, sur des soupçons d'obstruction d'une enquête pour détournement de fonds de la part du service de renseignement du ministère. Dragoș Tudorache, dont la tâche est principalement d'organiser les élections parlementaires du 11 décembre suivant, le remplace cinq jours plus tard.

## Après la primature

### Succession
À deux mois des élections générales, Dacian Cioloș se dit prêt à entamer un nouveau mandat à la présidence du gouvernement roumain en postant un message sur sa page Facebook. Le Parti national libéral (PNL) et de l'Union sauvez la Roumanie (USR) s'engagent alors à le proposer pour diriger l'exécutif en cas de victoire. Le scrutin voit cependant la large victoire du Parti social-démocrate (PSD), qui rate de peu la majorité absolue à la Chambre des députés et au Sénat, et souhaite gouverner avec l'Alliance des libéraux et démocrates (ALDE).
Sur proposition du PSD, le président Iohannis nomme l'ancien ministre des Communications Sorin Grindeanu au poste de Premier ministre le 30 décembre 2016, après avoir repoussé la candidature de Sevil Shhaideh, premier choix du Parti social-démocrate. Le 4 janvier 2017, le gouvernement Grindeanu obtient la confiance des deux chambres par 295 voix favorables contre 133 oppositions.

### Nouveau parti et élections européennes de 2019 et législatives de 2020
Il annonce le 30 mars 2018 la soumission des documents d'enregistrement pour un nouveau parti politique, appelé Mouvement Roumanie ensemble (Mișcarea România Împreună), qui se présentera aux prochaines élections. Celui-ci prend le nom de Parti de la liberté, de l'unité et de la solidarité en décembre 2018.
Lors des élections européennes de 2019, il est élu sur la liste de la coalition entre son Parti de la liberté, de l'unité et de la solidarité (PLUS) et l'Union sauvez la Roumanie (USR). Le 19 juin 2019, il est élu président du groupe Renew Europe.
Après les élections législatives roumaines de 2020, l'USR-PLUS propose Cioloș au poste de Premier ministre. Le 18 décembre, les trois partis se mettent d'accord sur un gouvernement de coalition dirigé par le libéral Florin Cîțu.

### Président de l'Union sauvez la Roumanie et échec à former un gouvernement
Dacian Cioloș est élu le 1er octobre 2021 président de l'Union sauvez la Roumanie — qui a absorbé le Parti de la liberté, de l'unité et de la solidarité trois mois plus tôt — en remplacement de l'ex-vice-Premier ministre Dan Barna ; il renonce en conséquence à présider le groupe Renew Europe au Parlement européen.
Dix jours plus tard, le président roumain Klaus Iohannis le charge de former un nouveau gouvernement, celui de Florin Cîțu ayant été renversé par une motion de censure soutenue, notamment, par l'USR. Le choix de Dacian Cioloș, qui dispose de dix jours pour présenter une équipe ministérielle aux deux chambres du Parlement, constitue une surprise puisqu'il ne bénéficie pas du soutien d'une potentielle majorité à l'issue des entretiens menés par le chef de l'État avec les représentants des différentes forces politiques, mais il a été le seul candidat formellement proposé dans le cadre de ces échanges. L'USR ayant causé la chute du gouvernement Cîțu et refusant de reconduire la majorité sortante sous la conduite du Premier ministre déchu, le Parti national libéral ne souhaite pas négocier avec elle, tandis que le président serait tenté de donner une leçon à l'Union sauvez la Roumanie dans l'optique de la forcer à accepter un nouvel exécutif sous l'autorité de Florin Cîțu,.
Il présente le 17 octobre sa liste de ministres au bureau national de l'USR, qui l'approuve. Elle est confirmée dans la foulée par le comité politique, puis déposée le lendemain sur les bureaux des chambres du Parlement. Le 20 octobre, comme pressenti, l'exécutif proposé n'obtient pas la confiance du Parlement.

### Démission de l'USR et formation d'un nouveau parti
Le 7 février 2022, il démissionne de la tête de l'USR, qu'il quitte le 31 mai suivant pour former REPER.

## Décorations
- Officier de la Légion d'honneur Il est fait officier par Jean-Yves Le Drian, le 12 avril 2018[43]